# Krapinica
Krapinica is een plaats in de gemeente Budinščina in de Kroatische provincie Krapina-Zagorje. De plaats telt 265 inwoners (2001).